# Valdemar Sejr
Valdemar Sejr è un cortometraggio muto del 1910 scritto e diretto da Gunnar Helsengreen, basato sul romanzo omonimo di B.S. Ingemann che racconta la vita di Valdemaro II di Danimarca che nel film venne interpretato Aage Fønss.

## Produzione
Il film fu prodotto dalla Fotorama

## Distribuzione
Distribuito dalla Fotorama, il film uscì nelle sale cinematografiche danesi il 29 agosto 1910.